# JoJo Siwa
Joelle Joanie Siwa (Omaha, 19 de maio de 2003), também conhecida como JoJo Siwa ou JoJo with the Big Bow é uma cantora, dançarina, atriz, e YouTuber norte-americana. Ficou mais conhecida por participar do reality show americano, chamado Dance Moms, com sua mãe Jessalyn Siwa. E também por suas recentes participações nas séries e especiais da Nickelodeon. Em 2018, ela esteve presente como protagonista em um filme, pela primeira vez, como Victoria, no filme da Nickelodeon "Blurt" com o ator Jace Norman.

## Carreira
Jojo foi uma das cinco finalistas da série Abby's Ultimate Dance Competition e a participante mais jovem da temporada. Ela apareceu no programa com sua mãe, e foi eliminada na mesma semana.
Jojo começou a fazer audições para o time de competição de dança de Abby Lee Miller em 2014 e foi selecionada para fazer parte do time no início de 2015. Ao mesmo tempo, ela passou a fazer aparições no reality show do Lifetime, Dance Moms, além de seguir no time de dança.
A música de JoJo, "Boomerang". Foi lançada em Maio de 2016 para download digital. "Boomerang" tem como tema o objetivo de retratar o cyberbullying. O clipe da música foi visualizado mais de 900 milhões de vezes e tem mais de 1 milhão de curtidas. Siwa possui uma linha de acessórios que são vendidos nas lojas Claire's no qual incluí o seu famosíssimo laço, sua marca registrada.
Em 2017, Siwa lançou mais duas músicas " Hold The Drama " e " Kid In A Candy Store ". Ela também lançou seu próprio livro, " Jojo Siwa: My Life ". Ela também esteve presente nos ambos Kid Choice Awards 2017 e 2018. Tendo ganhado um prêmio em ambos. Em 2016, ela começou a fazer diversas aparições nas séries  Nickelodeon, ela também fez participação no Disney, na série Bizaardvark. Em 2018, ela apresentou em um mashupy  de suas 3 músicas, no Kids Choice Awards 2018. No final de 2017 ela conquistou o papel (seu primeiro papel principal em um filme ) de Victoria, no filme Nickelodeon " Blurt " com o ator Jace Norman. Ela também além de participar do Especial de Verão, ela foi confirmada no especial de Dia dos Namorados da Nickelodeon.
Atualmente, ela tem mais de 10 milhões em seu Youtube, mais de 9 milhões de seguidores no instagram , e mais de  26 milhões em seu tik tok. " Boomerang " hoje é disco de ouro depois de seus 770 milhões de visualizações e mais de 3 milhões e 800 mil curtidas.

## Filmografia
| Ano     | Titulo                            | Personagem                                               | Notas                                                     |
| ------- | --------------------------------- | -------------------------------------------------------- | --------------------------------------------------------- |
| 2013    | Abby's Ultimate Dance Competition | Ela Mesma                                                | 10 episódios                                              |
| 2015    | The View                          | Se apresentando com o grupo de dança "Together We Stand" | Participação                                              |
| 2015    | Good Day L.A.                     | Convidada                                                | [ 7 ]                                                     |
| 2015    | Good Day New York                 | Convidada                                                | [ 8 ]                                                     |
| 2015–16 | Dance Moms                        | Ela Mesma                                                | Temporadas 5 e 6                                          |
| 2016    | School of Rock                    | Audrey                                                   | Participação                                              |
| 2016    | Make It Pop                       | Convidada                                                | [ 9 ]                                                     |
| 2016    | Bizaardvark                       | Ela mesma                                                | participação especial                                     |
| 2016    | The Thundermans                   | Fã da Nora                                               | Participação especial, episódio: "Thundermans: Banished!" |
| 2017    | Acampamento Nick                  | Convidada                                                | Participação                                              |
| 2017    | JoJo Siwa: My World               | Ela Mesma                                                | Protagonista                                              |
| 2018    | Blurt                             | Victoria                                                 | Elenco Principal                                          |

## Discografia

### Singles
- Boomerang
- D.R.E.A.M.
- Worldwide Party
- Kid In A Candy Store
- Hold The Drama
- High Top Shoes
- Every Girl's A Super Girl
- BOP!
  1. 1U
- Time to Celebrate

### EP's
D.R.E.A.M The Music

### Tours
Jojo Siwa:D.R.E.A.M The TOUR [2019].
Jojo Siwa:D.R.E.A.M The TOUR [2020].

## Prêmios e indicações
| Ano  | Prêmio                    | Categoria             | Trabalho        | Resultado | Ref.   |
| ---- | ------------------------- | --------------------- | --------------- | --------- | ------ |
| 2015 | Industry Dance Awards     | Dançarina Favorita    | JoJo Siwa       | Indicada  | [ 10 ] |
| 2016 | Industry Dance Awards     | Dançarina Favorita    | JoJo Siwa       | Venceu    | [ 11 ] |
| 2016 | Reality Television Awards | Momento mais sincero  | Dance Moms      | Venceu    |        |
| 2017 | Kids' Choice Awards 2017  | Música Viral Favorita | JoJo Siwa       | Venceu    |        |
| 2019 | Sreamy Awards             | Kids and Family       | Youtube Channel | Venceu    |        |

## Vida pessoal
Siwa teve um relacionamento com o tiktoker Mark Bontempo de agosto a novembro de 2020. Siwa se revelou parte da comunidade LGBTQ+ através das redes sociais em janeiro de 2021, inicialmente se recusando a rotular sua sexualidade. Em abril, revelou ser pansexual. Mais tarde, ela compartilhou que não se sentia atraída por homens, e se identificou como lésbica. Durante seu tempo no Celebrity Big Brother em 2025, em uma conversa com Danny Beard, Siwa admitiu que começou a se identificar como queer em vez de lésbica. Siwa revelou ainda que usa qualquer pronome, tendo falado anteriormente sobre sua busca por identidade de gênero no podcast de Raven-Symoné, indicando conexão com a não binariedade.